# Глэдис Эйлвард
Глэдис Мэй Эйлвард (англ. Gladys May Aylward, 24 февраля 1902 — 3 января 1970) — уроженка Великобритании, была христианским миссионером в Китае. Ее история была изложена в книге Алана Берджесса «The Small Woman» (Маленькая женщина), опубликованной в 1957 году. В 1958 году по книге был снят фильм «Постоялый двор шестой степени счастья», где главную роль сыграла Ингрид Бергман. Фильм был снят американской кинокомпанией «Twentieth Century Fox», съемки полностью проходили в Северном Уэльсе и Англии.

## Ранние годы
Эйлвард родилась 1902 году в семье Томаса Джона Эйлварда и Розины Флоренс (в девичестве Вискин), Глэдис была одним из трех детей в рабочей семье из Эдмонтона, северная часть Лондона. С подросткового возраста Глэдис работала горничной. После призыва отправиться за границу в качестве христианского миссионера, она была принята на трехмесячное обучение для начинающих в китайскую миссию. Глэдис не показала особых способностей к изучению китайского языка, в связи с чем ей не предложили остаться для дальнейшего обучения.
15 октября 1932 года она потратила все свои средства, которые она накопила, работая на сэра Фрэнсиса Янгхазбенда, на билет на поезд в Янчэн, китайская провинция Шаньси. Так началось ее путешествие, она проехала через всю Сибирь по транссибирской магистрали. При помощи британского консула она пересекла Японию и попала на корабль до Китая.

## Работа Китая
Приехав в Китай, Эйлвард совместно с пожилой миссионеркой Джинни Лоусон основала постоялый двор «The Inn of the Eight Happinesses». Название базировалось на восьми добродетелях: любовь, добродетель, мягкость, терпимость, верность, истина, красота и преданность. Там она вместе с Лоусон не только давала приют путешественникам, но и рассказывала истории об Иисусе в надежде распространить зарождающееся христианство. Какое-то время она работала помощником правительства Китайской Республики в качестве «пешего инспектора», она ездила по сельской местности, чтобы обеспечить соблюдение нового закона о запрещении преследования молодых китайских девушек.
В 1936 году Эйлвард стала гражданкой Китайской Республики. Она была глубоко уважаемая среди населения благодаря своей гражданской позиции, она помогала усыновлять сирот (нескольких усыновила сама), вмешалась в тюремный бунт и выступала за тюремную реформу, много раз рисковала своей жизнью, чтобы помочь нуждающимся. В 1938 году в регион вторглись японские войска, и Эйлвард спасла более 100 сирот, укрыв их в горах. Несмотря на полученное ранение она лично заботилась о них. Ей удалось обратить многих из них в христианство.
До 1949 года она не была в Великобритании. В этот период ее жизнь находилась в большой опасности, армия искала миссионеров для расправы. По возвращении она поселилась в Бейзингстоке, прочла много лекций о своей работе в Китае. Но после смерти матери она подумывала о возвращении в Китай. После отставки коммунистического правительства и пребывания в управляемом Британией Гонконге в 1958 году она окончательно обосновалась на Тайване. Там она основала детский приют Глэдис Эйлвард, где проработала до самой своей смерти в 1970 году.

## Смерть
Эйлвард умерла 3 января 1970 года, немного не дожив до своего 68-летия. Она была похоронена на небольшом кладбище в кампусе колледжа Христа в Гуанду, Новый Тайбэй, Тайвань.
Вскоре после ее смерти Лондонская средняя школа «Weir Hall and Huxley», была переименована в Школу Глэдис Эйлвард. На доме около школы, где проживала Глэдис по адресу : 67 Cheddington Road, London N18, установлена синяя памятная табличка.
Большое количество книг, рассказов и фильмов о жизни и творчестве Глэдис Эйлвард было представлено после ее смерти.

## Примечание
1. 1 2  A Historical Dictionary of British Women (англ.) — 2 — Routledge, 2003. — ISBN 978-1-85743-228-2
2. ↑  Crowther, Bosley. "The Inn of the Eighth Happiness" (англ.). New York Times (14 декабря 1958). Дата обращения: 22 июля 2020. Архивировано 26 августа 2017 года.
3. ↑  Family Tree - By Ian Blight:Information about Thomas John Aylward (англ.). Дата обращения: 22 июля 2020. Архивировано 2 ноября 2016 года.
4. ↑  Latham, сс. 4-6
5. ↑  "GLADYS AYLWARD – MISSIONARY TO CHINA" (англ.). Berith (26 ноября 2017). Дата обращения: 22 июля 2020. Архивировано из оригинала 26 ноября 2017 года.
6. ↑  Keith Stevens. Gladys Aylward (1902—1970) with the Muleteers of Shanxi and Spying for the Chinese (англ.) // Journal of the Royal Asiatic Society. — Royal Asiatic Society Hong Kong Branch, 2004. — Vol. 44. — P. 115–128. — ISSN 1991-7295. — JSTOR 23890157.
7. ↑  Yangcheng and the Inn of Eight Happinesses (англ.). Дата обращения: 22 июля 2020. Архивировано 21 февраля 2014 года.
8. ↑  Burgess, Alan. Gladys Aylward, The Small Woman (англ.). — 1957.
9. ↑  DEA (англ.) // Magazine of the Evangelical Alliance. — 2018. — P. 18.
10. ↑  Gladys Aylward, Missionery, Dies (англ.). New York Times (4 января 1970). Дата обращения: 22 июля 2020. Архивировано 4 августа 2019 года.